# Salaspils
Salaspils, i äldre svenska källor Kirkholm, tyska Kirchholm, är en stad i Lettland med 17 621 invånare (stadsrättigheter 1993), belägen vid floden Daugava, cirka 25 km sydöst om huvudstaden Riga.

## Historia
Den är känd för slaget vid Kirkholm den 17 september 1605, då den svenska armén under befäl av Karl IX led ett av sina svåraste nederlag genom tiderna mot en polsk-litauisk ryttarhär om cirka 3 600 man vars stomme utgjordes av lansbeväpnade bevingade husarer. Den nära 12 000 man starka svenska hären förlorade bortåt 7 500 man, vilket är jämförbart med förlusterna i slaget vid Poltava 1709. Sett till förlusterna av härens totala antal är förlusterna vid Kirkholm avsevärt större än de vid Poltava. Slaget fick dock inte några viktigare följder, ty inom kort utbröt i Polen inre oroligheter, vilka hindrade Sigismund att draga nytta av sin seger.
1625 byggde Jakob De la Gardie en skans vid Kirkholm. Enligt kontrakt med Johan Rodenburg 1647 skulle en ny skans byggas på 10 månader; arbetet utfördes på kortare tid, men blev därefter. 1653 hade vallarna satt sig, och 1654 måste skansen skyndsamt iståndsättas för att inte falla alldeles samman. Mellan september 1657 och januari 1658 hölls skansen besatt av polackerna. 1663 beslöt den svenske kungen att skansen skulle raseras.
Under andra världskriget fanns ett nazityskt koncentrationsläger, KZ Salaspils, tyska Kurtenhof, i staden. Lägret, som var i drift mellan oktober 1941 och oktober 1944, var det största i Lettland och bestod av 45 fångbaracker. Ett minnesmärke till lägrets offer uppfördes 1967.